# Плоское (Кобринский район)
Пло́ское (бел. Плоскае) — деревня в Кобринском районе Брестской области Белоруссии. Входит в состав Хидринского сельсовета.
По данным на 1 января 2016 года население составило 164 человека в 73 домохозяйствах.

## География
Деревня расположена в 8 км к юго-востоку от города и станции Кобрин, в 53 км к востоку от Бреста, на автодороге Р127 Кобрин-Дивин.

## История
Населённый пункт известен с XVI века. В разное время население составляло:
- 1999 год: 72 хозяйства, 190 человек;
- 2009 год: 165 человек;
- 2016 год[2]: 73 хозяйства, 164 человека;
- 2019 год[1]: 141 человек.